# Viktor och Viktoria
Viktor och Viktoria är en tysk komisk musikalfilm från 1933 med manus och regi av Reinhold Schünzel. Den hade svensk premiär på Röda Kvarn i maj 1934, distribuerad av Svensk Filmindustri. Denna film var förebild till den amerikanska filmen Victor/Victoria 1981.

## Handling
Susanne Lohr får en kväll vikariera för sin sjuke kollega Viktor Hempel på en kabaréföreställning i Berlin och gör hans roll som man. Hon gör succé och tas för en riktig man av en teateragent.

## Rollista
- Renate Müller - Susanne Lohr
- Hermann Thimig - Viktor Hempel
- Hilde Hildebrand - Ellinor
- Friedel Pisetta - Lilian, nummerflicka
- Fritz Odemar - Douglas
- Aribert Wäscher - Francesco Alberto Punkertin
- Adolf Wohlbrück - Robert